# Babakan Manjeti
Babakan Manjeti is een bestuurslaag in het regentschap Majalengka van de provincie West-Java, Indonesië. Babakan Manjeti telt 3885 inwoners (volkstelling 2010).